# Арнульф Мецский
Арну́льф Ме́цский (нем. Arnulf, фр. Arnoul; около 582, Ле-Сен-Кристоф — около 18 июля 641 или около 16 августа 641, Ремирмон) — франкский политический и церковный деятель, епископ города Меца, прародитель династии Каролингов, канонизированный Католической церковью. День памяти — 18 июля.

## Биография
Арнульф родился в начале 580-х годов (около 580 или около 582 года), возможно, 13 августа 582 года.
Был влиятельным сановником при дворе меровингского короля Австразии Теодеберта II. В 613 году вместе с Пипином Арнульф возглавил аристократическую оппозицию королеве Брунгильде и добился воссоединения франкских королевств под властью Хлотаря II. После этого он получил сан главы Мецской епархии.
С 623 года Арнульф был одним из советников короля Дагоберта I.
В 627 году отошёл от дел и стал отшельником. Погребён в Ремирмонском аббатстве.
После смерти Арнульф Мецский был канонизирован, а в VIII веке Павел Диакон составил его житие.
Покровитель пивоваров.

## Происхождение
Первые Каролинги помнили больше своё происхождение от Пипинидов, то есть по материнской линии, чем происхождение Арнульфингов. Интерес к происхождению святого Арнульфа Мецского, основателя династии Арнульфингов, обусловлен тем, что Арнульф является первым достоверно известным предком Карла Великого по мужской линии. До настоящего времени ведутся дискуссии о том, кто мог быть предком святого Арнульфа. Ни один современный Арнульфу Мецкому документ не говорит о его происхождении. Только происхождение его сына Анзегизеля подтверждено документально и не вызывает вопросов.